# Gerard Noel
Gerard Eyre Wriothesley Noel (20 de noviembre de 1926–27 de julio de 2016) fue un autor, editor y aristócrata inglés. Se desempeñó como editor jefe de The Catholic Herald desde 1982 hasta 1984, y publicó veinte libros.

## Primeros años
Gerard Noel nació el 20 de noviembre de 1926. Su padre era Arthur Noel, 4.º earl de Gainsborough, y su madre Alice Mary (de apellido de soltera Eyre), condesa de Gainsborough. Su hermano mayor, Anthony Noel (5.º earl de Gainsborough), heredó el título en 1927.
Noel recibió su formación en el Worth School, situado en el condado de Sussex Occidental, y en Georgetown Preparatory School en Washington D. C.. En 1944 inició sus estudios de Historia Moderna en el Exeter College de Oxford. Durante su etapa en Oxford, se presentó como candidato a la presidencia de la Oxford Union, pero fue superado por Tony Benn.

## Trayectoria
Comenzó su carrera como abogado en 1952. Fue candidato del Partido Liberal por la circunscripción de Argyll en las elecciones generales del Reino Unido de 1959.
Noel fue editor de The Catholic Herald de 1971 a 1976. Posteriormente, ejerció de editor jefe entre 1982 y 1984. Además, colaboró escribiendo artículos para el Church Times, The Baptist Times y The Jewish Chronicle.
Noel publicó veinte libros. Escribió biografías de políticos como Harold Wilson o Barry Goldwater, así como de miembros de la familia real británica como la princesa Alicia del Reino Unido y Victoria Eugenia de Battenberg. Tradujo El camino hacia la unión después del Concilio, del cardenal diácono Augustin Bea, del italiano al inglés (The Way to Unity After the Council). Fue fellow de St Anne's College de Oxford y, así mismo, de la Royal Society of Literature.

## Vida personal y fallecimiento
Noel contrajo matrimonio con Adele Julie Patricia Were en 1958, con quien tuvo dos hijos y una hija; su hijo Robert (nacido en 1962) es oficial de armas en el College of Arms de Londres.
Noel era católico, y en 1947 asistió a una audiencia privada con el papa Pío XII en el Palacio de Castel Gandolfo. Fue miembro de los clubes White's, Brooks's, el Beefsteak Club, el Garrick Club y el Athenaeum Club.
Falleció el 27 de julio de 2016, a los 89 años de edad.

## Obras
- Noel, Gerard (1963). The Montini Story: A Portrait of Paul VI (en inglés). London: Herder Publications. OCLC 19584980.
- Noel, Gerard (1964). Goldwater: A Pictorial Sketch (en inglés). London: Campion Press. OCLC 10861060.
- Noel, Gerard (1964). Harold Wilson and the "New Britain" (en inglés). London: Gollancz. ISBN 9787220016738. OCLC 4469320.
- Bea, Augustin (1967). The Way to Unity After the Council (Gerard Noel, trad.) (en inglés). London: Dublin G. Chapman. OCLC 956846.
- Noel, Gerard (1968). The Holy See and the War in Europe: March 1939 - August 1940 (en inglés). London: Herder Publications. OCLC 500253498.
- Noel, Gerard (1974). Princess Alice: Queen Victoria's Forgotten Daughter (en inglés). London: Constable. ISBN 9780094598409. OCLC 1231188.
- Noel, Gerard (1976). The Great Lock-out of 1926 (en inglés). London: Constable. ISBN 9780094611603. OCLC 2463936.
- Noel, Gerard (1980). The Anatomy of the Catholic Church: Roman Catholicism in an Age of Revolution (en inglés). Garden City, New York: Doubleday. ISBN 9780385143110. OCLC 5799760.
- Noel, Gerard (1984). Cardinal Basil Hume (en inglés). London: Hamilton. ISBN 9780241112045. OCLC 12482246.
- Noel, Gerard (1984). Ena, Spain's English Queen (en inglés). London: Constable. ISBN 9780094640702. OCLC 12749903.
  - Edición en español: Victoria Eugenia: reina de España. Buenos Aires: Javier Vergara Editor. 1986. ISBN 978-950-15-0596-2.
- Noel, Gerard (2002). A Portrait of the Inner Temple (en inglés). Norwich: Michael Russell. ISBN 9780859552776. OCLC 59332523.
- Noel, Gerard (2004). Sir Gerard Noel MP and the Noels of Chipping Campden and Exton (en inglés). Chipping Campden: Campden and District Historical and Archaeological Society. ISBN 9780951143490. OCLC 61263052.
- Noel, Gerard (2004). Miles: A Portrait of the 17th Duke of Norfolk (en inglés). Norwich: Michael Russell. ISBN 9780859552899. OCLC 57744816.
- Noel, Gerard (2006). The Renaissance Popes: Statesmen, Warriors, and the Great Borgia Myth (en inglés). New York: Carrol & Graf Publishers. ISBN 9780786718412. OCLC 76163089.
- Noel, Gerard (2008). New Light On Lourdes (en inglés). London: The Catholic Herald.
- Noel, Gerard (2008). Pius XII: The Hound of Hitler (en inglés). Londres: Continuum. ISBN 9781847063557. OCLC 686773735.
- Noel, Gerard (2011). The Journey of the English-Speaking Union (en inglés). Norwich: Michael Russell. ISBN 9780859553209. OCLC 749865753.
- Noel, Gerard (2011). The Journey of the Popes: A Papal Curiosity Shop: Peaks and Troughs in Papal History (en inglés). London: The Catholic Herald. OCLC 812632764.
- Noel, Gerard (2011). 100 Notable Popes: The Most Remarkable Papal Saints, Sinners, Martyrs, Heretics, Warriors and Rulers from St Peter to the Present (en inglés). London: Gibson Square. ISBN 9781908096135. OCLC 751739651.
- Noel, Gerard (2012). The Heroism of Queen Victoria: And How the Monarchy Was Saved by Princess Alice (en inglés). Baptist Publications. ISBN 9780957379800.